# Koma-Mail
Koma-Mail — бесплатный почтовый клиент с закрытым исходным кодом для 32-битных операционных систем Microsoft Windows.

## Описание и возможности
Koma-Mail компактный почтовый клиент для проверки почтового сервера на наличие новых писем по популярным протоколам POP3, IMAP (включая синхронизацию), SMTP и WebDAV (Hotmail). Также, существует портативная версия, которая может работать без установки на жёсткий диск и просто скопирована на переносное устройство хранения информации и работать с него. В утилите предусмотрены важные аспекты для подобного рода программ, включает высоконадёжный анти-спамовый и пользовательский фильтры, есть возможность использовать защищённое соединение SSL, а также блокировать письма, в которые включены ActiveX компоненты и прочие скрипты.
Koma-Mail имеет простой в использовании графический интерфейс пользователя, который переведён на более чем 20 языков (включая русский язык), нормально работает с кодировкой windows-1251, поддерживает Юникод, экспорт/импорт данных и RSS, создание/использование сразу нескольких учётных записей для управления двумя и более электронными ящиками в одном сеансе.

## Недостатки
- Отсутствует возможность импортирования почтовой базы Outlook Express, The Bat и прочих популярных клиентов.
- При создании новой учётной записи нет поддержки встроенных мастеров.